# Olmediella
Olmediella es un género con tres especies de plantas de flores perteneciente a la familia Salicaceae. 

## Especies seleccionadas
- Olmediella betschleriana
- Olmediella cesatiana
- Olmediella ilicifolia